# Fulengia
Fulengia (anagram k Lufengu) je rodové jméno, stanovené pro malého prosauropoda nebo bazálního sauropodomorfa, žijícího v období spodní jury na území dnešní Číny (geologické souvrství Lu-feng). Tento dinosaurus byl popsán paleontology Carollem a Galtonem v roce 1977, typovým druhem je F. youngi.

## Popis
Jedná se o nomen dubium, pravděpodobně se totiž jedná o stejného dinosaura jako Lufengosaurus (z jehož jména je odvozen i název tohoto rodu). Je možné, že jde také o malé mládě lufengosaura o délce kolem 1 metru. Původně dokonce panovalo přesvědčení, že se jedná o pozůstatky jakéhosi pravěkého ještěra.